# Malešov
Malešov (deutsch Maleschau) ist ein Městys in Tschechien. Er liegt sechs Kilometer südwestlich von Kutná Hora und gehört zum Okres Kutná Hora.

## Geographie
Malešov befindet sich in der Böhmisch-Mährischen Höhe am Flüsschen Vrchlice. Der Ort liegt am oberen Ende des Vrchlice-Stausees. 

### Ortsgliederung
Der Městys Malešov besteht aus den Ortsteilen Albrechtice (Albrechtitz), Malešov (Maleschau), Maxovna (Maxdorf), Polánka (Polanka) und Týniště (Tinischt).

### Nachbargemeinden und Nachbarorte
| Suchdol u Kutné Hory                    | Miskovice                                   | Kutná Hora |
| Vidice u Kutné Hory, Košice u Nepoměřic | Kompassrose, die auf Nachbargemeinden zeigt | Křesetice  |
| Nepoměřice, Chlístovice                 | Černíny                                     | Úmonín     |

Nachbarorte sind Bylany im Norden, Poličany im Nordosten, Křesetice und Bykáneč im Osten, Krupá und Bykáň im Südosten, Maxovna im Süden, Chlístovice und Polánka im Südwesten, Roztěž und Lázně im Westen sowie Nová Lhota im Nordwesten.

## Geschichte
Die älteste erhaltene Erwähnung des Ortes stammt von 1303. Karl IV. gestand ihm 1340 das Marktrecht zu. Am 11. November 1421 nahm Jan Žižka Malešov ein. Am 7. Juni 1424 besiegte ein Kontingent radikaler Hussiten unter dem Kommando von Jan Žižka in der Schlacht bei Maleschau ein gemeinsames Heer der gemäßigten Prager Hussiten und des katholischen Adels. 
Maleschau war der namensgebende Ort für die Herrschaft Maleschau, die 1710 von den Grafen von Ostein gekauft wurde, die Friedrich Karl Anton von Dalberg 1809 erbte und die damit an die Familie der Freiherren von Dalberg kam. Als diese Familie mit Johannes Evangelist von Dalberg 1940 ausstarb, ging das Erbe an dessen Cousine Maria Anna von und zu Dalberg (1897–1979), die mit Prinz Franz Emanuel Konstantin zu Salm und Salm-Salm (1876–1965) verheiratet war über, wurde aber kurz darauf durch die Tschechoslowakei 1945 enteignet.
Seit 2006 besitzt Malešov wieder den Status eines Městys.

## Sehenswürdigkeiten
- Veste aus der ersten Hälfte des 14. Jahrhunderts
- barocke Kirche Sankt Wenzel, erbaut 1731–1733
- Barock-Statue der Heiligen Barbara aus dem 18. Jahrhundert
- Jüdischer Friedhof

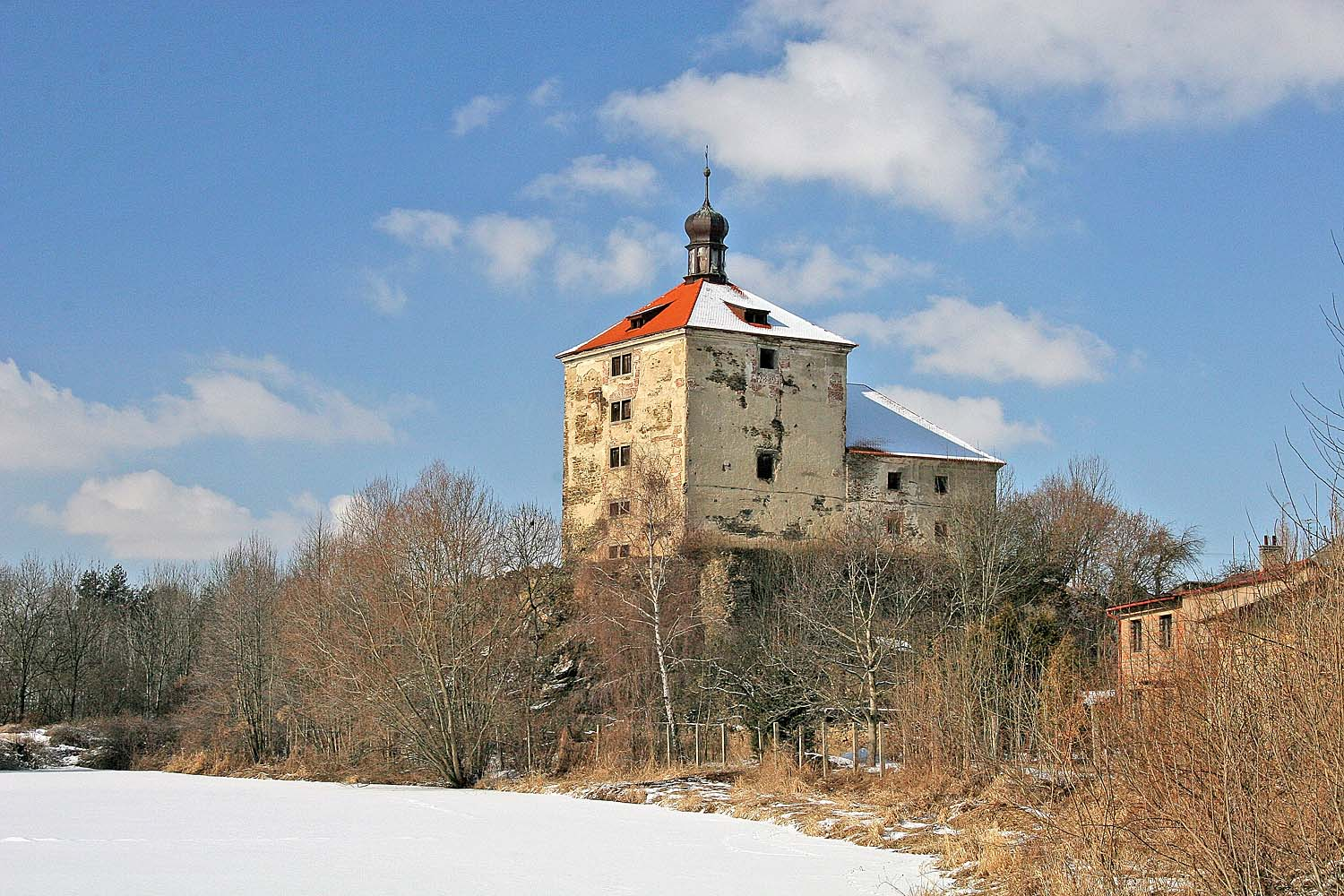
Veste
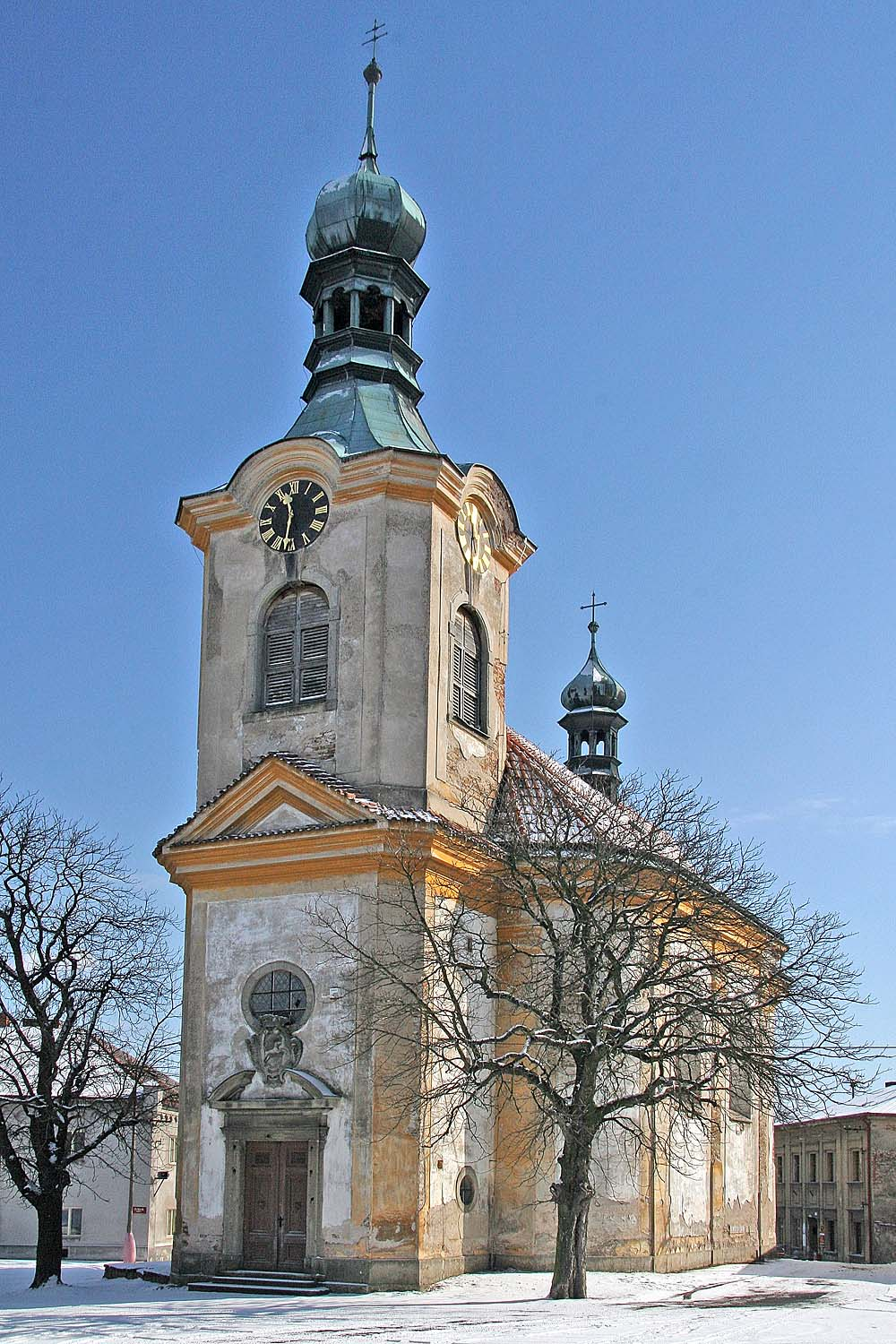
Sankt Wenzel
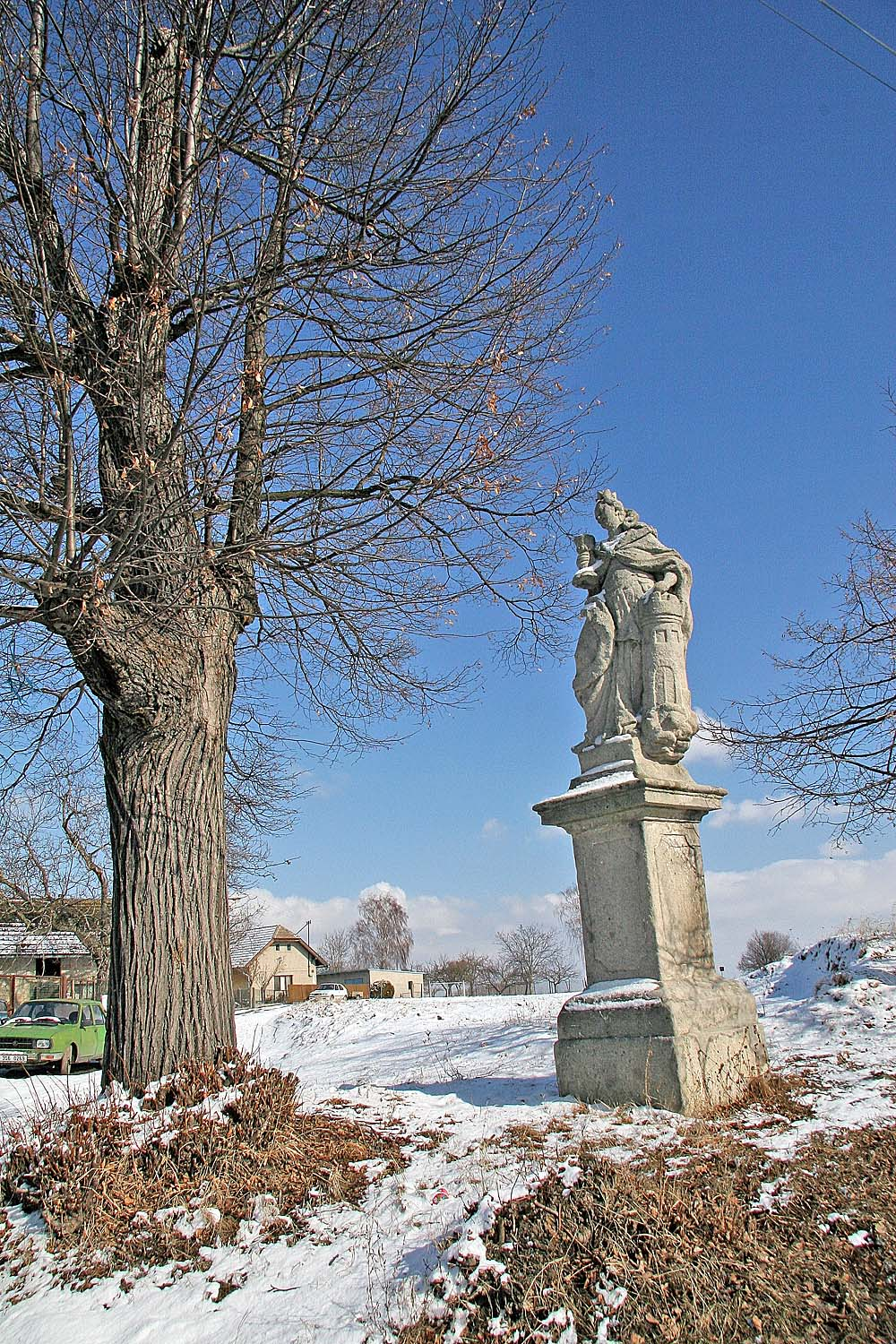
Statue der Heiligen Barbara

## Söhne und Töchter des Ortes
- Hugo Meisl (1881–1937), österreichischer Fußballspieler, -schiedsrichter, -trainer und -funktionär

## Freizeit
- Der grün-weiß und blau markierte Lehrpfad Naučná stezka Cestou husitských hejtmanů (unterwegs mit hussitischen Hauptmännern) führt in landschaftlich schönem Gebiet ins 5 Kilometer entfernte Dörfchen Chlístovice.[4][5] Im Talbereich der Vrchlice passiert man dabei die Mühle Dubina, in deren Nähe die Schlacht bei Maleschau stattfand, und die zerstörte hussitische Burg Sion.